# توميلوسو (سيوداد ريال)
بلدية توميلوسو (بالإسبانية: Tomelloso)‏، هي إحدى بلديات مقاطعة سيوداد ريال إحدى مقاطعات إسبانيا، والتي تقع في منطقة قشتالة لا منتشا وسط إسبانيا.
يبلغ عدد سكانها 35.637 نسمة وفقاً لإحصائية سنة (2007).

## توأمة
لتوميلوسو (سيوداد ريال) اتفاقيات توأمة مع كل من:
- نيور
- بئر لحلو
- ليبي

## أعلام
- فرنسيسكو سيريزو
- أنطونيو لوبيز
- خيسوس ألبرتو روبيو